# Vozera Tjarsivjatskaje
Tjarsivjatskaje Vozera (vitryska: Чарсівяцкае возера) är en sjö i Belarus.   Den ligger i voblasten Vitsebsks voblast, i den norra delen av landet, 170 km nordost om huvudstaden Minsk. Vozera Tjarsivjatskaje ligger 124 meter över havet. Arean är 7,6 kvadratkilometer. Den sträcker sig 5,5 kilometer i nord-sydlig riktning, och 4,8 kilometer i öst-västlig riktning.